# 영암중학교
영암중학교(霊岩中學校)는 대한민국 전라남도 영암군 영암읍 회문리에 있는 공립 중학교이다.

## 학교 연혁
- 1943년 10월 1일 : 농업실수학교로 개교
- 1946년 11월 13일 : 공립중학교로 개편 인가, 초대 유용순 교장 취임
- 1990년 3월 1일 : 중 · 고등학교 분리
- 2023년 9월 1일 : 제31대 신동훈 교장 부임
- 2025년 1월 7일 : 제77회 36명 졸업(총 졸업생 수 11,108명)

## 참고 자료
- 영암중학교 - 한국교육학술정보원 학교알리미